# Pterolepis pieltaini
Pterolepis pieltaini är en insektsart som först beskrevs av Morales-agacino 1940.  Pterolepis pieltaini ingår i släktet Pterolepis och familjen vårtbitare. Inga underarter finns listade i Catalogue of Life.